# Orogenèse brésilienne

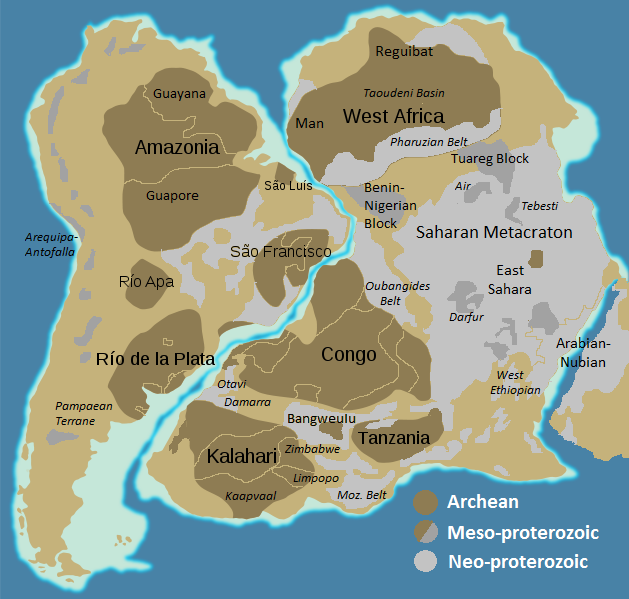
Partie occidentale du Gondwana. Les principaux cratons sont figurés en marron et l'orogenèse panafricaine en gris.

Brasiliano
«  Brasiliano » redirige ici. Ne pas confondre avec Basiliano.
L'orogenèse brésilienne, ou le Brasiliano, est un processus orogénique du Néoprotérozoïque qui s'est déroulé il y a environ 600 millions d'années (Ma) et a donné naissance à l'Amérique du Sud cratonique. Elle constitue une phase locale de l'orogenèse panafricaine (ou « pan-gondwanienne »), due à la formation de l'ancien supercontinent Gondwana. Cette phase orogénique consiste principalement en la collision du Craton amazonien et du Craton de São Francisco. Elle doit son nom au géologue brésilien Fernando Flávio Marques de Almeida (1916-2013), qui l'a appelée Brasiliano Orogenic Cycle en 1973.

## Formation

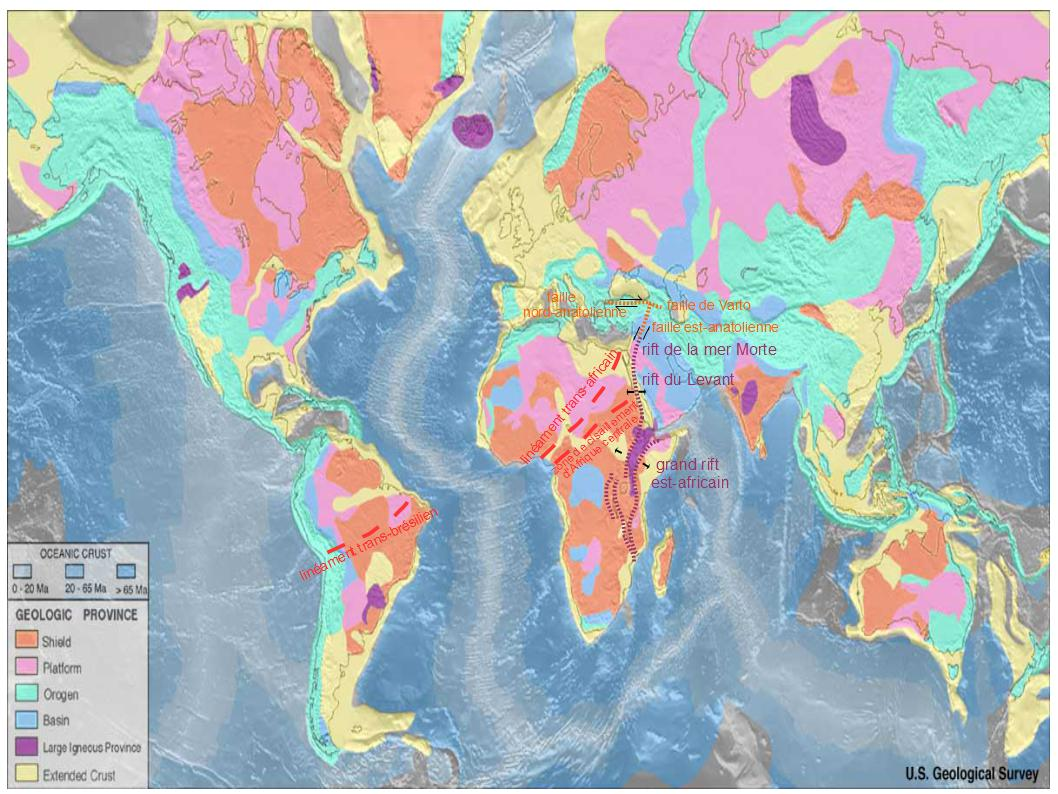
La zone de cisaillement d'Afrique centrale est une structure majeure qui se poursuivrait jusque dans le golfe d'Aden et prolongerait la faille de Pernambuco (composante du linéament trans-brésilien) dans le NE du Brésil. Ces structures rappellent que l'orogenèse brésilienne constitue une phase locale de l'orogenèse panafricaine.

Contrairement à ce que l’on constate pour la plupart des autres orogenèses, où une longue période de subduction océanique précède la collision, le modèle d'évolution tectonique de l'orogenèse brésilienne suggère qu’elle est le résultat d'une inversion de rifts continentaux et / ou proto-océaniques.
La séquence des collisions qui ont conduit à l'assemblage du Gondwana occidental peut être reconstruite à partir de la lecture des relations transversales entre les ceintures qui bordent les marges du craton de São Francisco ainsi que des caractéristiques stratigraphiques de sa couverture interne. Une première collision entre le craton de São Francisco-Congo et le Rio de la Plata a abouti à la formation du sud de la ceinture brésilienne, délimitée à l'ouest par le microcontinent archéo-paléoprotérozoïque Goiás et les arcs magmatiques néoprotérozoïques Mara Rosa, Goiás et Arenápolis.
L'océan Adamastor (Brasilide) s'est ensuite fermé par subduction le long des cratons du Gondwana occidental avec la collision entre les cratons de São Francisco-Congo et de l'Amazone. Cet événement a conduit à la formation du nord de la ceinture de Brasília, qui définit maintenant le côté nord-ouest du craton de São Francisco.
Un rift intracontinental qui se trouvait entre les cratons de São Francisco et du Congo a ensuite fusionné vers le sud avec une mer étroite. La fermeture de ce rift et de la mer a conduit à la formation de l'orogène Araçuan et du Congo occidental et à l'extrusion vers le sud-ouest de la ceinture de Ribeira. La convergence du craton amazonien et du craton de São Francisco-Congo a ensuite provoqué l'extrusion vers l'est du planalto da Borborema.
Lors de la dernière phase de l'assemblage du Gondwana occidental, le bassin se trouvant entre les cratons de Rio de la Plata et de l'Amazone s’est refermé, créant la ceinture du Paraguay.